# Laia Sellés i Sánchez
Laia Sellés i Sánchez   (Lles de Cerdanya, 19 de setembre de 2006) és una esquiadora de muntanya catalana. El 2024, al Campionat d'Europa d'Esquí de Muntanya sub-18 celebrat a Flaine, a l'Alta Savoia, va guanyar tres medalles d'or en les modalitats individual, esprint i vertical.